# Cha Bum-kun
Cha Bum-Kun - 차범근, em coreano (Hwaseong, 22 de maio de 1953) é um ex-futebolista e técnico de futebol sul-coreano, eleito o jogador asiático do século XX.

## Carreira

### Jogador
Sua carreira de jogador durou de 1978 a 1989, atuando nos gramados da Alemanha Ocidental. Jogou no Darmstadt 98, no Eintracht Frankfurt e no Bayer Leverkusen. Ganhou uma Copa da UEFA nos dois últimos. Na conquista pelo Bayer, marcou um dramático gol na final contra o Espanyol, empatando o jogo em 3 a 3 (seu time venceria nos pênaltis). Ao encerrar a carreira, foi até então o estrangeiro que mais vezes marcou gols na Bundesliga, com 98 em 308 jogos (nenhum de pênalti).
Pela Coreia do Sul, chegou a marcar 3 gols em 7 minutos em um jogo contra a Malásia, em 1977. Levou o país a seu primeiro mundial desde 1954, participando da Copa do Mundo de 1986, a única que disputou. Chegou a receber oferta de naturalização para jogar pela Alemanha Ocidental, mas recusou. Teve fãs famosos entre os jogadores do país: Michael Ballack, Oliver Kahn e Jürgen Klinsmann (que já declarou julgar-se inferior à Cha Bum-Kun como jogador), além do inglês Michael Owen e do português Luís Figo.

## Treinador
Em 1991, Cha, que não jogou profissionalmente na Coreia do Sul, retornou ao país para exercer a função de técnico, quando foi criada uma liga profissional para o país, a K-League. Tendo defendido a Seleção Sul-Coreana de 1972 e 1986, foi técnico do país na Copa do Mundo de 1998. Seu filho, Cha Du-Ri (que nasceu em Frankfurt, quando o pai jogava pelo Eintracht) integrou a equipe que terminou em quarto lugar na Copa de 2002.
Seu último trabalho foi na equipe do Suwon Samsung Bluewings, da Coreia do Sul onde conquistou o Campeonato Pan-Pacífico de 2009.

## Títulos como jogador
SV Darmstadt 98
- 2. Bundesliga Süd: 1977-78

Eintracht Frankfurt
- Liga Europa da UEFA: 1979-80
- Copa da Alemanha: 1980-81

Bayer Leverkusen
- Liga Europa da UEFA: 1987-88
- Torneio Internacional de Maspalomas: 1989
- Troféu Cidade de Oviedo: 1990

Seleção Sul-Coreana
- Jogos Asiáticos: 1978, 1986

## Títulos como treinador
Ulsan Hyundai
- Campeonato Sul-Coreano: 1996
- Copa da Liga Sul-Coreana: 1995

Suwon Samsung Bluewings
- Campeonato Pan-Pacífico: 2009
- Liga dos Campeões da AFC: 2000-01, 2001-02
- Copa do Leste Asiático: 2005
- Supercopa Asiática: 2001, 2002
- Campeonato Sul-Coreano: 2004, 2008
- Copa da Coreia do Sul: 2002, 2009, 2010
- Copa da Liga Sul-Coreana: 2000, 2001, 2005, 2008
- Supercopa da Coreia do Sul: 2000, 2005

Individuais
Lendas do IFFHS: 2016
Jogador de futebol asiático da ESPN de Todos os tempos: 2015
Jogador do século da IFFHS na Ásia: 1999
60º lugar no prêmio Melhor Jogador do Século da IFFHS: 2000 
Seleção da Bundesliga: 1979-1980 e 1985-86
Final da Copa da UEFA homem da partida: 1980
Eintracht Frankfurt All-time XI: 2013
Equipe KFA do Ano: 1972, 1973, 1974, 1975, 1976, 1977, 1978
KFA Jogador de Futebol do Ano: 1973
Artilharia:
Maior artilheiro da seleção sul-coreana: (55 gols)